# Matt Eberflus
Matthew Charles Eberflus dit Matt Eberflus, né le 17 mai 1970 à Toledo (Ohio), est un entraîneur américain de football américain occupant, depuis la saison 2025, le poste de coordinateur défensif de la franchise des Cowboys de Dallas dans la National Football League (NFL).
Joueur universitaire au poste de linebacker pour les Rockets de l'université de Toledo au sein de la NCAA Division I FBS pendant quatre saisons (1988-1991), il y commence sa carrière d'entraîneur (1992-1999) qu'il poursuit chez les Tigers du Missouri (2000-2008) toujours en NCAA Division I FBS. Dès 2009, Il rejoint le niveau professionnel, entraînant pendant deux saisons les linebackers des Bears de Chicago et par la suite ceux des Cowboys de Dallas (2011-2017). Il rejoint les Colts d'Indianapolis en tant que coordinateur défensif (2018-2021) avant de retourner chez les Bears en tant qu'entraîneur principal (2022-2024),.

## Statistiques
| Équipe           | Saison      | Saison régulière | Saison régulière | Saison régulière | Saison régulière | Saison régulière | Phase finale | Phase finale | Phase finale | Phase finale |
| ---------------- | ----------- | ---------------- | ---------------- | ---------------- | ---------------- | ---------------- | ------------ | ------------ | ------------ | ------------ |
| Équipe           | Saison      | G                | P                | N                | %                | Classement       | G            | P            | %            | Bilan        |
| Bears de Chicago | 2022        | 3                | 14               | 0                | 17,6             | 4e NFC Nord      | –            | –            | –            |              |
| Bears de Chicago | 2023        | 7                | 10               | 0                | 41,2             | 4e NFC Nord      | –            | –            | –            |              |
| Bears de Chicago | 2024        | 4                | 08               | 0                | 33,3             | Licencié         | –            | –            | –            |              |
| Total Bears      | Total Bears | 14               | 32               | 0                | 30,4             |                  | –            | –            | –            |              |